# It'll All Make Sense in the End
It'll All Make Sense in the End è il quarto album in studio del cantautore inglese James Arthur, pubblicato nel 2021.

## Tracce
1. Running Away – 4:09
2. Wolves – 3:21
3. Medicine – 3:30
4. September – 3:42
5. Always – 2:48
6. Emily – 3:23
7. Last of the Whiskey – 3:31
8. Never Let You Go – 3:45
9. 4000 Miles – 3:09
10. Deja Vu – 3:04
11. Ride – 3:49
12. Avalanche – 3:49
13. SOS – 3:42
14. Take It or Leave It – 3:08